# Feelin' Myself
"Feelin' Myself" é uma canção do artista musical estadunidense will.i.am, contida no relançamento de seu quarto álbum de estúdio #willpower (2013). Conta com participação da cantora Miley Cyrus, dos rappers French Montana, Wiz Khalifa e do produtor musical DJ Mustard, todos os quatro conterrâneos. Foi composta por will.i.am, Montana, Khalifa, Jean-Baptiste, DJ Mustard e Mikely Adam, sendo produzida pelos dois últimos. O seu lançamento primeiro single da reedição e o sexto no geral ocorreu em 26 de novembro de 2013, através da Interscope Records.

## Vídeo musical
O vídeo musical acompanhante apresenta quatro dos intervenientes (will.i.am, Cyrus, Montana e Khalifa) em meio a um cenário futurista aonde, no pano de fundo, são reproduzidas imagens de figuras geométricas sendo composta e decompostas digitalmente. Dirigida por Michael Jurkovac e Pasha Shapiro, a produção foi lançada em 26 de novembro de 2013 através da conta oficial de will.i.am na plataforma Vevo.

## Faixas e formatos
| Download digital |                                     |         |  |
| N.º              | Título                              | Duração |  |
| 1.               | "Feelin' Myself" (versão explícita) | 4:13    |  |
| 2.               | "Feelin' Myself" (versão censurada) | 4:14    |  |

## Desempenho nas tabelas musicais

### Posições
| Tabela musical (2013)                                  | Melhor posição |
| ------------------------------------------------------ | -------------- |
| Alemanha (Media Control Charts)                        | 55             |
| Austrália (ARIA Charts)                                | 34             |
| Bélgica (Ultratip de Flandres)                         | 2              |
| Bélgica (Ultratip da Valônia)                          | 2              |
| Dinamarca (Tracklisten)                                | 36             |
| Escócia (The Official Charts Company)                  | 2              |
| França (Syndicat National de l'Édition Phonographique) | 84             |
| Irlanda (Irish Recorded Music Association)             | 3              |
| Nova Zelândia (Recorded Music NZ)                      | 16             |
| Reino Unido (UK Singles Chart)                         | 2              |
| Reino Unido (UK R&B Chart)                             | 1              |

## Histórico de lançamento
| País        | Data                  | Formato          | Gravadora  |
| ----------- | --------------------- | ---------------- | ---------- |
| Irlanda     | 24 de janeiro de 2014 | Download digital | Interscope |
| Reino Unido | 24 de janeiro de 2014 | Download digital | Interscope |